# Javorinka (Strážovské vrchy)
Javorinka (972,9 m n. m.) je vrchol v Strážovských vrších nad obcí Čičmany. Nachází se v centrální části pohoří, v nejjižnějším výběžku žilinského okresu. Vrch leží na území CHKO Strážovské vrchy.
Vrch nabízí výhledy především na západ a severozápad a je snadno dostupný z obce Čičmany, nad kterou se vypíná. Na severních a západních svazích se nacházejí vleky a sjezdovky lyžařského střediska Ski Čičmany.

## Přístup
Na vrchol nevede značený chodník, přestože Javorinku traverzuje  červeně značený chodník (Cesta hrdinů SNP) z Fačkovského sedla přes Homôľku na Strážov, na který sa v Sedle Javorinky připojuje rovněž  červeně značený chodník z Magury.
Ze západní strany se uzavírá okruh chodníků okolo Javorinky po  žluté značce, která spojuje oba chodníky z Čičmian na Lazový vrch (856 m n. m.).
Přístup usnadňuje kuželovitý tvar umožňující přístup ze všech stran i sjezdovky a vleky, které vedou na vrchol.